# Protestas en Costa de Marfil de 2020
Las protestas en Costa de Marfil de 2020 fueron una serie de disturbios masivos y manifestaciones callejeras cada vez más violentas que se sumaron a las crecientes protestas callejeras masivas y al desorden civil que azota Costa de Marfil. Las protestas fueron contra la reelección del presidente Alassane Ouattara. Estas protestas fueron importantes manifestaciones de la oposición contra el gobierno y consistieron en protestas de partidarios de la oposición en Abiyán y otras ciudades en apoyo de las reformas democráticas. Los manifestantes utilizaron tácticas no violentas, pero se encontraron con una intensa violencia por parte de la policía antidisturbios.

## Antecedentes
Las protestas fueron causadas por la candidatura del presidente Alassane Ouattara por un tercer mandato para las elecciones presidenciales de 2020, que reavivaron semanas de manifestaciones violentas que dejaron al menos seis muertos. A medida que se intensificaba el levantamiento popular, el gobierno comenzó a ignorar y atacar a los miembros y simpatizantes de la oposición, calificándolos de criminales y usando una violenta represión contra los manifestantes e incluso se quemaron las casas de los miembros de la oposición que participaban en las elecciones del 31 de octubre.

## Protestas
Los disturbios a favor de la democracia comenzaron como huelgas en marzo y abril, contra el confinamiento en Costa de Marfil como resultado de la pandemia de COVID-19. Las protestas contra Alassane Ouattara sacudieron el país, principalmente el sur cristiano, provocando temores de una guerra civil. Miles de personas se manifestaron del 12 al 21 de septiembre en Abiyán.
Después de los disturbios civiles y las protestas de la oposición, la represión del gobierno se volvió severa, con al menos 85 muertos en el movimiento de protesta. Los manifestantes se reunieron y pidieron elecciones libres y la renuncia del presidente Alassane Ouattara. La violencia que afectó a la nación fue una de las mayores manifestaciones de oposición y las acciones más sangrientas desde la crisis política de 2010-2011.
Cientos de miles usaron la desobediencia civil en octubre, antes de las elecciones presidenciales de 2020. Estallaron protestas electorales, se llevaron a cabo sangrientas represiones y ataques de turbas paramilitares contra los manifestantes cuando la oposición pidió que se realizaran huelgas en todo el país después de que se anunciaran los resultados de las elecciones. Después de 5 días de enfrentamientos violentos e intensas protestas, murieron más de 30 manifestantes. Las protestas cesaron poco después.